# Маркус-Неккер
Маркус-Неккер (Центральнотихоокеанские горы) — подводное пологое поднятие дна (вал) в западной части Тихого океана, расположенное между островами Маркус и Некер.
Протяжённость вала составляет около 5800 км, ширина — до 1000 км, относительная высота — 300—500 м. Подножие лежит на глубине 5000 м. Над валом возвышаются многочисленные горы, с плоскими (Кейп-Джонсон, Хорайзн) или надводными (острова Маркус, Уэйк) вершинами, в восточной части вала расположены отдельные хребты.